# Davor
Davor – wieś w Chorwacji, w żupanii brodzko-posawskiej, siedziba gminy Davor. W 2011 roku liczyła 2382 mieszkańców.
Leży na lewym brzegu Sawy, niedaleko ujścia do niej Vrbasu, 20 km na południowy wschód od Novej Gradiški. Miejscowa gospodarka oparta jest na rolnictwie, włókiennictwie oraz wydobyciu piasku i żwiru.
Do 1890 roku nosiła nazwę Svinjar. Jest miejscem urodzenia pisarza Matiji Antuna Relkovicia.